# Islam Rzayev
Islam Tapdiq oglu Rzayev (en azerí: İslam Tapdıq oğlu Rzayev; Füzuli, 11 de noviembre de 1934 – Bakú, 26 de enero de 2008) fue un cantante de mugam de Azerbaiyán, Artista del Pueblo de la RSS de Azerbaiyán.

## Biografía
Islam Rzayev nació el 11 de noviembre de 1934 en Füzuli. Fue uno de los seguidores de la escuela de mugam de Karabaj. En 1951-1956 estudió en el Colegio de Música de Bakú en la clase de Seyid Shushinski, uno de famosos cantantes de mugam de Azerbaiyán. También recibió clases de mugam de Zulfu Adigozalov y Hagigat Rzayeva para mejorar su educación. En 1976 se graduó de la Universidad Estatal de Cultura y Arte de Azerbaiyán. Desde 1958 hasta el fin de su vida trabajó como solista de la Filarmónica Estatal de Azerbaiyán. Por primera vez, en 1989 se fundó el Teatro Estatal de Mugam en Bakú por iniciativa de Islam Rzayev. Participó en más de 70 giras y representó la cultura de Azerbaiyán en Francia, Inglaterra, Irán, Irak, Argelia, Turquía, Israel, Colombia, Perú, Cuba, Japón, India y Nepal. En 1989 recibió el título “Artista del Pueblo de la RSS de Azerbaiyán”. Islam Rzayev murió el 26 de enero de 2008 en Bakú y fue enterrado en el Segundo Callejón de Honor.

## Premios y títulos
- Artista de Honor de la RSS de Azerbaiyán (1967)
- Artista del Pueblo de la RSS de Azerbaiyán (1989)
- Orden Shohrat (2004)[3]